# Rudolf Bangel (Firma)
Die Firma Rudolf Bangel wurde am 23. Mai 1870 als Auktionsbüro und Kunsthandlung in der Alten Rothofstraße Nr. 11 Frankfurt am Main gegründet.

## Geschichte
Der Firmengründer Rudolf Bangel (20. November 1820 – 18. Oktober 1882), stammte aus Mülheim am Rhein und hatte zuvor den Beruf des Buchhändlers erlernt und im Verlagswesen gearbeitet. Seine erste Firmenbeteiligung war 1847 die gemeinschaftliche Übernahme der 1841 gegründete Heidelberger Universitätsbuchhandlung von Wilhelm Hoffmeister mit dem Kölner Buchhändler Carl Schmitt. Die „Universitätsbuchhandlung Bangel & Schmitt“ existierte von 1848 bis 1856. Bangel zog nach seinem Ausscheiden 1856 nach Rödelheim bei Frankfurt am Main und gründete mit einem neuen Partner zunächst die „Kunststeinfabrik Bangel & Gottron“ anschließend die „Rheinische Dachschiefergruben-Gesellschaft Rudolf Bangel & Co“ in Kaub am Rhein. Nachdem er mit beiden Unternehmungen gescheitert war, zog Bangel nach Frankfurt am Main um und eröffnete ein Agentur-, Kommissions- und Versicherungsgeschäft. Bald darauf verlegte er sich auf den Auktionshandel und gründete gemeinsam mit Herrn Janson das des „Auktionsbüro Janson & Bangel“ in der Münzgasse. Am 10. Mai 1870 trat Janson aus der Firma aus und die Geschäftsräume wurden in die Alte Rothofstraße 11 verlegt, wo Bangel am 23. Mai das „Auktionsbüro Rud. Bangel“ als alleiniger Inhaber fortführte. Hier wurden zunächst Gegenstände wie Kleidungsstücke, Lebensmittel oder Bücher und Möbel versteigert, doch schon bald spezialisierte sich Bangel auf Kunstgegenstände.
Die Firma wurde teilweise auch als „Kunsthandlung Rudolf Bangel“ oder „Auktionshaus Rudorf Bangel“ bezeichnet und nach dem Tod des Firmengründers 1882 in die „Rudolf Bangel GmbH“ umgewandelt. In einem Geschäftsrundschreiben wurde mitgeteilt, dass die Geschäftsleitung und die Organisation der Auktionen nun auf seine Söhne Ludwig Bangel (22. Februar 1850 – 20. Juli 1925) und (Gustav) Adolf Bangel (* 1853), sowie seine Enkel Rudolf Bangel (* 8. Februar 1888), Adolf Bangel (* 3. Januar 1892) und Paul Bangel überging. Der Firmensitz wurde in die Straße Neue Börse verlegt.
Die Firma gab im März 1876 erstmals einen Katalog mit einem Verzeichnis der zu versteigernden Objekte heraus. Zuvor hatten die Versteigerungen ohne Katalog stattgefunden.
Im Jahr 1920 feierte das Unternehmen sein fünfzigjähriges Bestehen. Zu diesem Anlass kam am 10. Mai der eintausendste Katalog heraus. Seit 1927 gab es auch eine Außenstelle in Berlin, die von Paul Bangel geleitet wurde. 1928/1929 musste die Firma Insolvenz anmelden und ging in Konkurs. Das Inventar wurde durch Albert Weber vom 31. Juli bis 2. August versteigert. 1936 wurde das Unternehmen offiziell aus dem Handelsregister gelöscht.

## Auktionen (Auswahl)
- 18?6: Georg Saal Künstlerischer Nachlass und M. Oppenheim Moderne und alte Meifter
- 1879: Heinrich Funk Künstlerischer Nachlass
- 1888: Russischer Hof zu Frankfurt a. M. Gemälde und Kunstgegenstände und Julius Hamburger Antiquitäten
- 1922: Adolf Schreyer Künstlerischer Nachlass (Katalog 1027)

## Veröffentlichungen (Auswahl)
Insgesamt sind von 1870 bis 1928 mehr als 1120 Kataloge zu Auktionen erschienen.
- Verzeichniss der Gemälde älterer und moderner Meister welche im Auftrag des Fräulein Adele Hagenmann in München erbtheilungshalber unter Leitung des Kunstauctionators Rudolf Bangel in Frankfurt a. M. … versteigert werden. C. Naumann, Frankfurt a. M. 1891.
- Verzeichnis der Ölgemälde, Aquarelle, Zeichnungen und Kunstdrucke moderner und älterer Meister, dabei der künstlerische Nachlass des am 23. April 1898 zu Düsseldorf verstorbenen Herrn Karl Schweich, Antiquitäten und Kunstsachen in Metall, Porzellan, China- und Japan-Arbeiten u. dgl. m. Rudolf Bangel’s 693. Katalog, Versteigerung in Frankfurt am Main, 4. und 5. September 1907 (digi.ub.uni-heidelberg.de).
- Jubiläums-Schrift zum fünfzigjährigen Bestehen der Firma Rudolf Bangel. Selbstverlag, Frankfurt am Main 1920, doi:10.11588/diglit.22213.